# Peter Heimrich

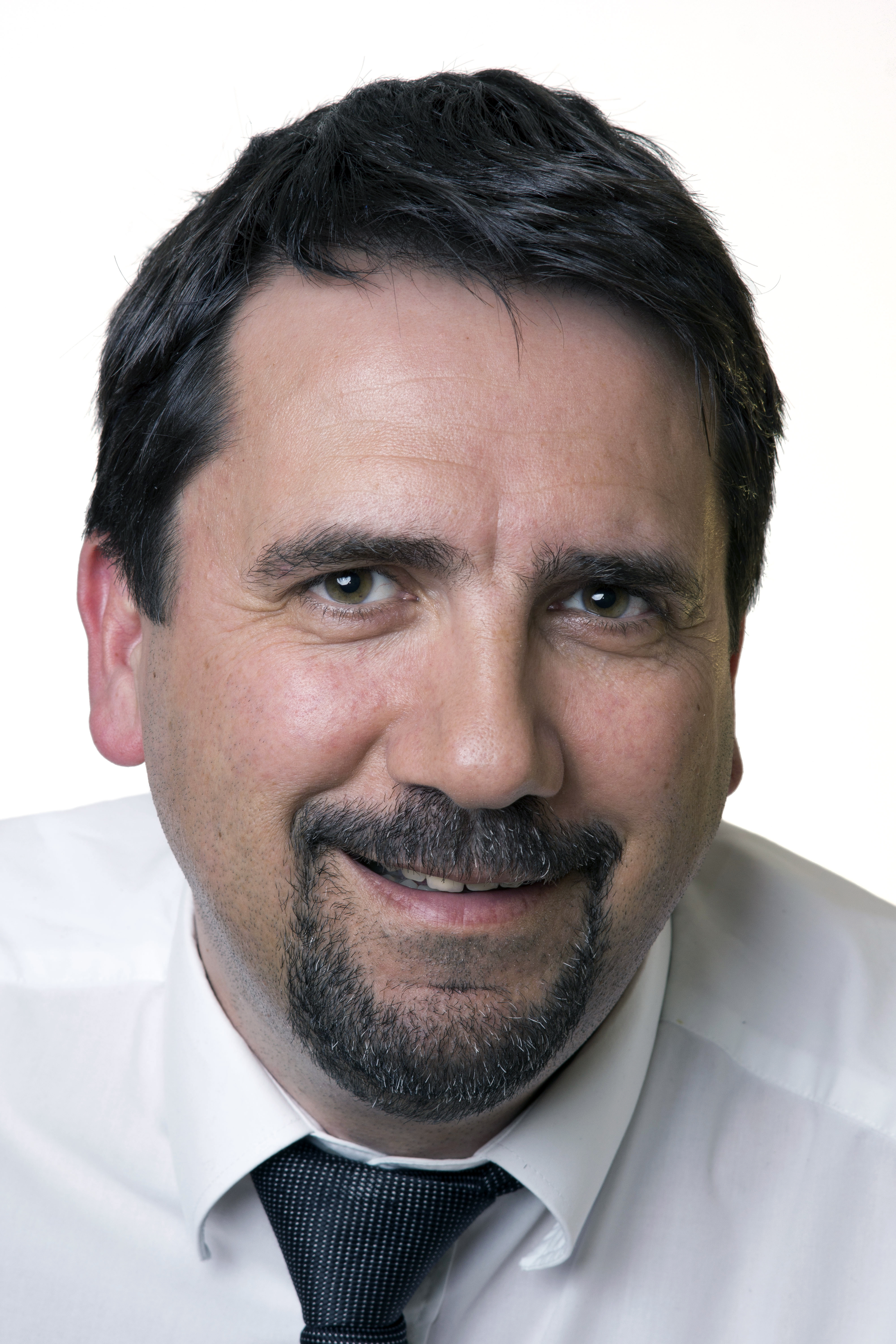
Peter Heimrich

Peter Heimrich (* 11. April 1970 in Bad Salzungen) ist ein deutscher Politiker der SPD und war von 2012 bis 2018 Landrat des Landkreises Schmalkalden-Meiningen in Thüringen.

## Leben
In den 1970er Jahren besuchte Heimrich die Realschule in Breitungen und anschließend die Polytechnische Oberschule „Hans Beimler“ in Breitungen, die er im Jahr 1986 verließ. Heimrich ist in einer Partnerschaft, hat zwei Kinder und lebt in Breitungen.

## Karriere
Heimrich war von 26. September 2004 bis 30. Juni 2012 Bürgermeister von Breitungen (Werra).
Bei den Kommunalwahlen in Thüringen 2012 kandidierte Heimrich als Landratskandidat im Landkreis Schmalkalden-Meiningen für die SPD. Mit 60,0 % der abgegebenen gültigen Stimmen wurde er in der Stichwahl zum Landrat des Landkreises Schmalkalden-Meiningen gewählt. Wegen gesundheitlicher Probleme trat Heimrich zur Kommunalwahl 2018 nicht erneut an. Als Nachfolgerin setzte sich in der Kommunalwahl am 15. April 2018 Peggy Greiser durch.